# 原子语义
原子語義是計算機科學中的一種並發同步機制。具體定義如下：
一個寄存器 R 是**原子的**，如果滿足以下兩條性質：
1. 每次讀取或寫入操作看起來都執行於某個時刻 τ(op)，其工作行為等同於：
τb(op) ≤ τ(op) ≤ τe(op)
2. 其中 τb(op) 與 τe(op) 分別代表操作 op 的開始與結束時刻。若 op₁ ≠ op₂，則 τ(op₁) ≠ τ(op₂)。
3. 讀取操作會返回在該時刻之前最後一次寫入操作的結果。